# Noémi Kiss

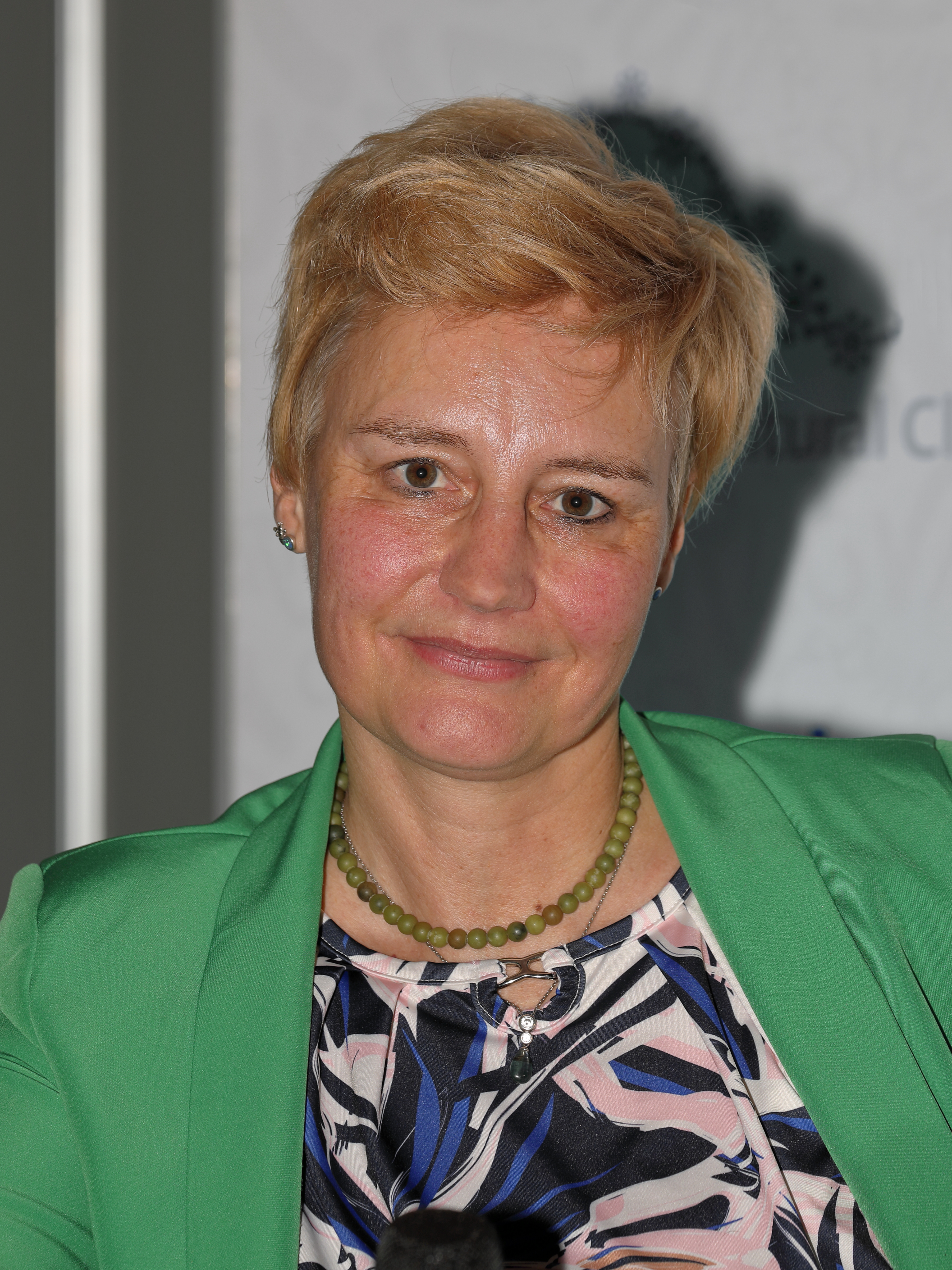
Noémi Kiss (2024)

Noémi Kiss (* 1974 in Gödöllő) ist eine ungarische Schriftstellerin, deren Werke bisher auch ins Deutsche, Englische, Bulgarische und Serbische übersetzt worden sind. In Deutschland wird sie als eine der wichtigsten ungarischen Autorinnen angesehen.

## Leben
Kiss studierte Hungarologie, Komparatistik und Soziologie an der Universität Miskolc und sie ist seit 2023 Dozentin an der Károly Eszterházy Katholische Universität Eger in der Komparatistik. Sie promovierte 2003 mit einer Arbeit Paul Celan (Titel: Határhelyzetek. Paul Celan költészete és magyar recepciója) und verbrachte im Rahmen ihrer Promotionsarbeit auch zwei Jahre an der Universität Konstanz. Neben ihren Büchern veröffentlichte Kiss auch einzelne Erzählungen, Gedichte und Essays zum Teil auch auf Deutsch und arbeitete als Redakteurin für die Zeitschrift Új Holnap bis 2002.
Kiss hat ihren Wohnsitz in Budapest und Kisoroszi (Szentendre-Insel), ist seit Anfang 2010 Mutter von Zwillingen. Von Dezember 2013 bis Mai 2014 weilte sie als Writer in Residence des Literaturhauses Zürich und der Stiftung PWG in Zürich.
Sie schreibt regelmäßig für Die Zeit Online und Reisetexte über Mittel- und Ost-Europa und den Kaukasus für verschiedene ungarische, deutsche und englische Zeitungen.

## Werke

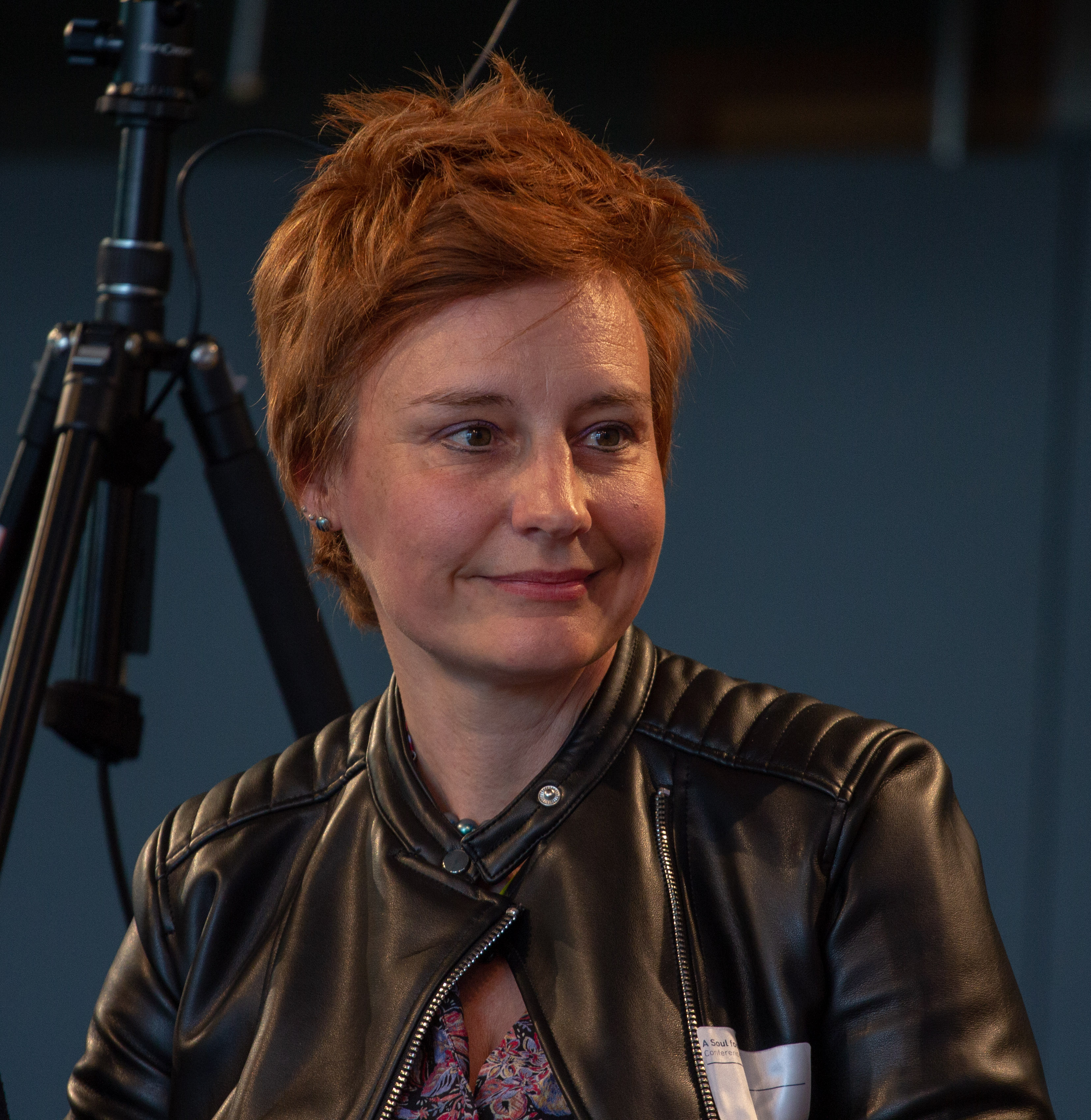
Noémi Kiss (2019)

- Tájgyakorlatok. József Attila Kör-Kijárat Kiadó 2003
- Határhelyzetek. Paul Celan költészete és magyar recepciója. Anonymous 2003
- Trans. Magvető 2006
  - Was geschah, während wir schliefen. Übersetzung Agnes Relle.  Matthes & Seitz Berlin 2009, ISBN 978-3-88221-743-8
- Rongyos ékszerdoboz.  Magvető Könyvkiadó 2009
  - Schäbiges Schmuckkästchen : Reisen in den Osten Europas. Bukowina - Czernowitz - Galizien - Gödöllő - Lemberg - Siebenbürgen - Vojwodina. Übersetzung Eva Zador. Europa Verlag, Berlin, 2015.
- Fekete-fehér. Tanulmányok Fotográfia és irodalom kapcsolatáról. MŰÚT Könyvek, Miskolc, 2011.
- Ikeranya - az első év. Magvető Könyvkiadó 2013
- Sovány angyalok - regény. Magvető Könyvkiadó 2015
  - Dürre Engel. Roman. Übersetzung Eva Zador. Europa Verlag, Berlin, 2018
- Lámpaoltó Pöttyös néni, Kinderbuch, Pozsonyi Pagony Budapest, 2018.
- Balaton, novellák, Magvető, Budapest, 2020.
  - Balaton. Novellen, Europa Verlag, München, 2021. Übersetzung von Eva Zador.
- A Bálna és a Srác, meseregény, Pagony Kiadó, Budapest, 2021.
- Karácsony a Dunán, novellák, 2022.
- Der Nebelmann. Wintergeschichten, Novellen, 2024. Übersetzung von Éva Zádor.
- Utazások a vasfüggönyön túl. Írónők és szerepek a Kádár-korban, tanulmányok, Líceum Kiadó, Eger, 2024.